# Walter Leiser
Walter Leiser   (valor desconegut, 4 de maig de 1931 - 9 de desembre de 2023) és un remer suís, ja retirat, que va competir com a timoner durant la dècada de 1950.
El 1952 va prendre part en els Jocs Olímpics d'Estiu de Hèlsinki, on guanyà la medalla de plata en la prova del quatre amb timoner del programa de rem. Formà equip amb Enrico Bianchi, Karl Weidmann, Heinrich Scheller i Émile Ess.
En el seu palmarès també destaca una medalla de bronze al Campionat d'Europa de rem de 1953.